# OFF
OFF war ein Projekt der Elektronischen Tanzmusik und bedeutender Vertreter des Sound of Frankfurt.

## Biografie
OFF wurde 1985 von Sven Väth sowie Michael Münzing und Luca Anzilotti (die beide ab 1990 mit SNAP! ihren Bekanntheitsgrad erweitern konnten) gegründet. Im selben Jahr produzierte man gemeinsam die Debüt-Single Bad News. Im Herbst 1986 erschien die zweite OFF-Single Electrica Salsa, die sich in den Charts platzieren konnte und Sven Väth, der bei Auftritten ohne seine Mitstreiter in Erscheinung trat, plötzlich zum Popstar machte. Electrica Salsa wurde sofort von mehreren verschiedenen Labels international vermarktet.
Ebenfalls 1986 wurde das Projekt 16 BIT von Michael Münzing und Luca Anzilotti ins Leben gerufen und die Singles Where Are You? und Changing Minds konnten ebenfalls Chart-Erfolge verbuchen. Die Guest Vocals zu Where Are You? stammen von Sven Väth. 1987 folgten von OFF die weiteren Singles Step by Step und Harry … aber jetzt, die jedoch alle nicht an den Erfolg von Electrica Salsa anzuknüpfen vermochten.
Im Sommer 1988 erschien die Single Time Operator und im Herbst desselben Jahres das erste OFF-Album Organisation for Fun, wofür die Abkürzung OFF stehen soll. In England war das Album zwar recht erfolgreich, doch in Deutschland wurde es kaum beachtet. Ende 1988 erschien die nächste OFF-Single La Casa Latina – ein Versuch, den gerade international erfolgreichen Acid-House-Sound auch nach Deutschland zu bringen – und damit die letzte gemeinsame Produktion von Väth, Münzing und Anzilotti.
Ende 1989 ebbte die Nachfrage nach Acid-Sound wieder ab, ruhigere House-Sounds hielten Einzug. Sven Väth produzierte nun zusammen mit seinem neuen Weggefährten Matthias Hoffmann das zweite und letzte OFF-Album Ask Yourself, dessen Auskopplung Move Your Body noch einmal einen beachtenswerten Erfolg hatte. Mitte 1990 schloss Sven Väth das Kapitel OFF ab.

## Diskografie

### Alben
- 1988: Organisation for Fun
- 1989: Ask Yourself
- 2016: Organisation for Fun (Deluxe Edition) (Doppel-CD)

### Singles
- 1985: Bad News
- 1986: Electrica Salsa
- 1987: Step by Step
- 1987: Harry … aber jetzt
- 1988: Time Operator
- 1988: Everybody Shake
- 1989: Hip Hop Reggae
- 1989: La Casa Latina
- 1990: Move Your Body

## Auszeichnungen für Musikverkäufe
| Silberne Schallplatte - Frankreich - 1987: für die Single Electrica Salsa |

| Land/RegionAuszeichnungen für Musikverkäufe (Land/Region, Auszeichnungen, Verkäufe, Quellen) | Silber  | Gold | Platin | Verkäufe | Quellen     |
| -------------------------------------------------------------------------------------------- | ------- | ---- | ------ | -------- | ----------- |
| Frankreich (SNEP)                                                                            | Silber1 | —    | —      | 250.000  | infodisc.fr |
| Insgesamt                                                                                    | Silber1 | —    | —      |          |             |